# Jinzhou

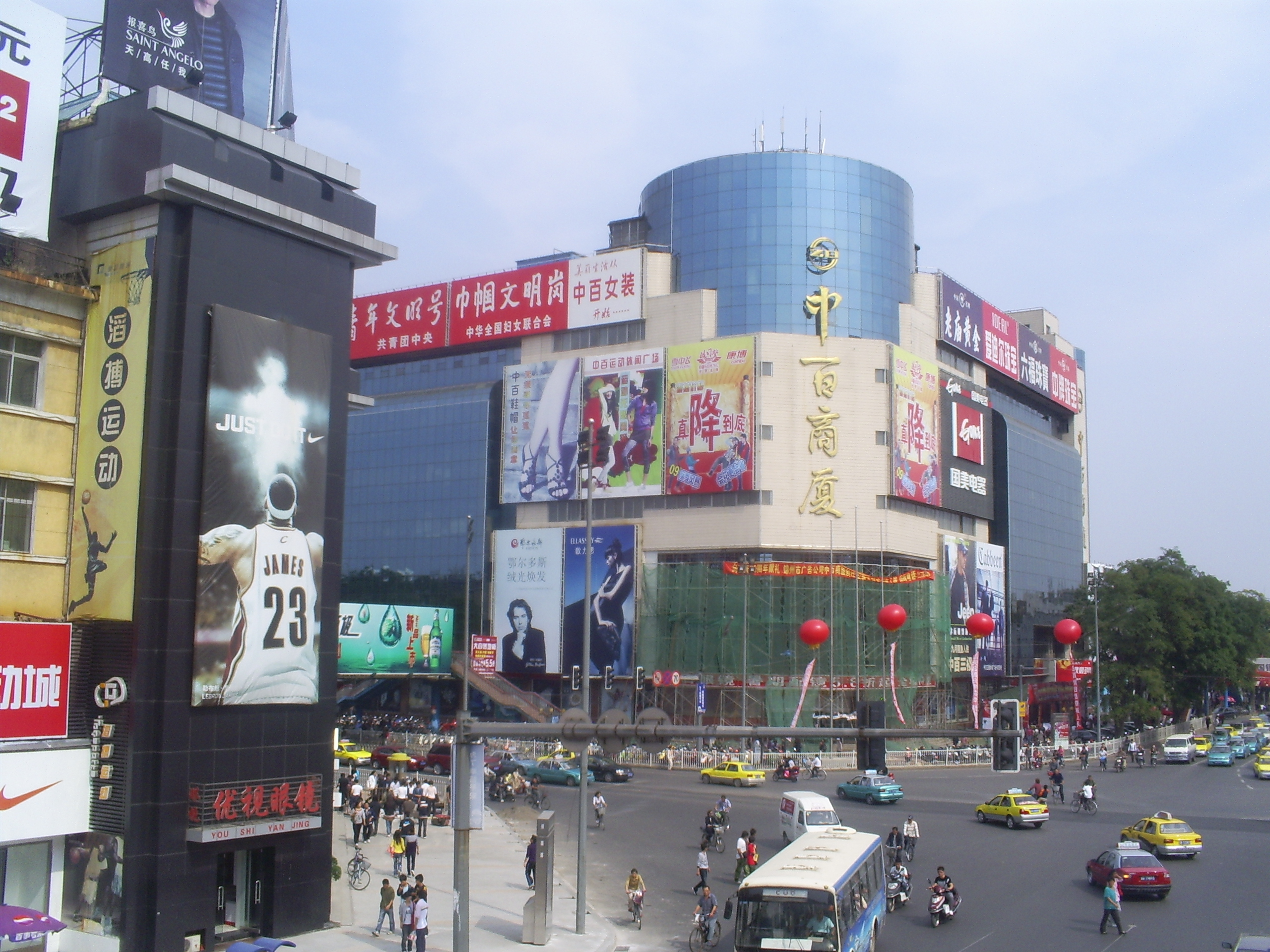
Centro commerciale di Jinzhou.

Jinzhou (cinese semplificato: 锦州; cinese tradizionale: 锦州; pinyin: Jǐnzhōu) è una città-prefettura della Cina nella provincia del Liaoning.
È una città geograficamente strategica in quanto situata nel "Corridoio Liaoxi" (辽西走廊), attraverso il quale passa il trasporto terrestre tra la Cina settentrionale e nord-est della Cina. Jinzhou è una città portuale ed è il centro economico della costa occidentale del Liaoning. L'area totale sotto la giurisdizione di Jinzhou è 10.301 km², la maggior parte dei quali è rurale, e comprende una linea costiera di 97,7 km. Si tratta di una delle città più grandi nel Liaoning, con una popolazione urbana di 770.000 e una popolazione totale superiore di ben oltre tre milioni di persone.

## Amministrazione
Jinzhou è suddivisa in otto contee:
- Guta (distretto) (cinese semplificato: 古塔 区; pinyin: Gǔtǎ Qū)
- Taihe (distretto) (cinese semplificato: 太和 区; pinyin: Taihe Qū)
- Linghe (distretto) (cinese semplificato: 凌河 区; pinyin: Linghe Qū)
- Linghai (cinese semplificato: 凌海市; pinyin: Línghǎi Shì)
- Beizhen (cinese semplificato: 北 镇 Giappone; pinyin: Běizhèn Shì)
- Yi (contea) (cinese semplificato: 义县; pinyin: Yi Xian)
- Heishan (contea) (cinese semplificato: 黑山县; pinyin: Gǔtǎ Qū)
- Jinzhou (Zona di sviluppo economico) (cinese semplificato: 锦州 经济 技术 开发区)

Questi otto settori sono suddivisi aloro volta in 43 città (镇), 69 comuni rurali (乡), e 1.680 villaggi.

## Geografia e geologia
Jinzhou è situata in una zona di clima monsonico, con grosse variazioni di temperatura nel corso dell'anno. La temperatura media annuale è di circa 9 °C e la piovosità media annua è compresa tra 540 e 640 mm. Le quattro stagioni climatiche sono ben distinte fra loro, ciascuna con proprie caratteristiche, e il clima monsonico è molto pronunciato. Le condizioni geografiche e climatiche naturali di Jinzhou favoriscono lo sviluppo di settori come l'agricoltura e l'allevamento di bestiame.
Sono stati ritrovati nelle vicinanza della città fossili di uccello risalenti al Cretaceo inferiore.

## Economia
Jinzhou ha una vasta gamma di industrie tradizionali che comprendono petrolchimico, metallurgico, tessile, farmaceutico e materiali da costruzione.